# Behind the Curtain (film 1915)
Behind the Curtain (o The Curtain's Secret) è un cortometraggio muto del 1915 diretto da Frank Wilson.

## Trama
Per impadronirsi dell'eredità, un aristocratico cerca di uccidere il cugino ricorrendo a una tradizione di famiglia, un sipario che si racconta sia maledetto.

## Produzione
Il film fu prodotto dalla Hepworth.

## Distribuzione
Distribuito dalla Renters, il film - un cortometraggio in tre bobine - uscì nelle sale cinematografiche britanniche nel maggio 1915.
Fu distrutto nel 1924 dallo stesso produttore, Cecil M. Hepworth. Fallito, in gravissime difficoltà finanziarie, Hepworth pensò in questo modo di poter almeno recuperare il nitrato d'argento della pellicola.